# Saint-Michel-de-Castelnau
 Saint-Michel-de-Castelnau  là một xã thuộc tỉnh Gironde trong vùng Aquitaine tây nam nước Pháp. Xã này nằm ở khu vực có độ cao trung bình 99 mét trên mực nước biển.